# Брант, Леопольд Васильевич
Леопольд Васильевич Брант (иногда Бранд, Брандт) — действительный статский советник, российский беллетрист, литературный критик и публицист школы Ф. В. Булгарина. Активно сотрудничал с политической и литературной газетой «Северная пчела», издателем-редактором которой был Ф. В. Булгарин. В меньшей степени известны его статьи и заметки из журнала «Сын Отечества». Большая часть журнальных фельетонов размещалась под псевдонимом «Я. Я. Я.».

## Биография
Брант отрицательно оценивал как натуральную школу (критически высказавшись об альманахе «Физиология Петербурга» (1845) Н. А. Некрасова), так и, например, творчество Лермонтова (образ Печорина, по мнению Бранта, породил «целую фалангу людей будто бы недовольных современной жизнью, собой и всем окружающим, действительно же весьма счастливых…»). Бранту принадлежат также статьи о повести В. А. Соллогуба «Тарантас» (1845) и др. Отдельно были изданы брошюры «Петербургские критики и русские писатели» (1840), «Опыт библиографического обозрения, или Очерк последнего полугодия русской литературы, с октября 1841 по апрель 1842» (Санкт-Петербург, 1842), где упомянуты с критическими замечаниями 70 сочинений, и «Несколько слов о периодических изданиях русских» (1842), представляющие профессиональный интерес для историков литературы XIX века.
Как писатель Брант опубликовал «Воспоминания и очерки жизни» (1839), повести «Аристократка; быль недавних времен» (1843) и «Жизнь, как она есть» (в 3 частях, 1843, название корреспондируется с фразой Белинского о «Евгении Онегине»: «Пушкин взял эту жизнь, как она есть, не отвлекая от неё только одних поэтических её мгновений; взял её со всем холодом, со всею её прозой и пошлостью»).
Проза Бранта подверглась резкой критике В. Г. Белинского. Вместе с этим, Брант активно участвовал в литературном кружке Белинского.
По словам А. Ф. Кони, Брант «имел [по фигуре] отдаленное и карикатурное сходство с Наполеоном I», чем гордился, намекая окружающим, что «[Наполеон] ночевал в доме его родителей и что мать [Бранта] отличалась чрезвычайной красотой и произвела на Наполеона сильное впечатление».

## Белинский про Бранта
«Мы пересказали всё содержание романа г. Бранта, всё… как оно есть, не упустив почти ни одной черты; остальное в нём — болтовня, водяное, многоглаголивое и бесцветное распространение пересказанного нами. Мертво, вяло, скучно, пошло!

Г-ну Бранту не удалась критика, не удались повести, и он вздумал написать роман с „веселенькими“ похожденьицами и — очень кстати — с Наполеоном и Гёте; но и этого не сумел сделать… такое несчастие! Роман его принадлежит к той литературе, которая называется по-латине literatura obscena; но если б в этой грязи было хоть сколько-нибудь дарования, мы бы поздравили г. Бранта и с таким успехом…»
Белинский В. Г. Рец.: «Жизнь, как она есть. Записки неизвестного, изданные Л. Брантом. Санкт-Петербург. 1843. В тип. К. Жернакова. Три части. В 12-ю д. л. В I части — 236, во II — 230, в III — 260 стр.»
Опубликована в журнале «Отечественные записки» в 1844 году, цитируется по: Белинский В. Г. Полное собрание сочинений. — М., 1955. — Том 8, стр. 138.
Literatura obscena — порнографическая литература.

## Брант про Белинского
«Один из них, тот, что пониже ростом, немного косой, с лицом, свороченным в одну сторону, главный критик энциклопедии, человек не совсем глупый и не без некоторых сведений, но с такими превратными понятиями о вещах и с таким странным, ошибочным направлением ума, что лучше было бы для ближних и для него самого, если б он был совершенным глупцом и невеждой».
Из повести «Жизнь, как она есть».
В полемических целях «энциклопедией» беллетрист назвал журнал «Отечественные записки», коммерчески успешно издававшийся А. А. Краевским.

## Брант проЛермонтова
«… породило целую фалангу людей будто бы недовольных современной жизнью, собой и всем окружающим, действительно же весьма счастливых…»
Из газетных оценок образа Печорина («Северная пчела», 1847, 2 октября)